# Operacija Anadir
Operacija Anadir (rus:Анадырь ) bila je sovjetska prikrivena operacija dostave: balističkih projektila, bombardera srednjeg dometa, te jedne divizije mehaniziranog pješaštva na Kubu, kako bi se odvratila potencijalna invazija Sjedinjenih Američkih Država na taj otok, u jeku neuspjeha Invazije u Zaljevu svinja. Operacija je pokrenuta u proljeće1962. godine i rezultirala je Kubanskom raketnom krizom u jesen iste godine.

## Razlozi za pokretanje operacije
Prema memoarima tadašnjeg sovjetskog lidera Nikite Hruščova, ideja za razmještanje projektila na Kubu pala mu je na pamet nakon što je sa svojim ministrom obrane Rodionom Malinovskim šetao obalama Crnog mora u travnju 1962. Tijekom šetnje dvojac je primijetio da američkim raketama Jupiter koje su bile raspoređene u Turskoj treba svega deset minuta od lansiranja do udara na teritorij Sovjetskog Saveza, ali i da SAD ima izvjesnu prednost u broju nuklearnih bojnih glava u odnosu na SSSR. Hruščov je stoga rekao da želi postavljanjem raketa na Kubu: "staviti jednog ježa u hlače Amerikancima"

## Plan operacije
Operacija je provedena prema planu kojeg su po početnoj Hruščovljevoj zamisli, na sastanku Sovjetskog obrambenog vijeća, 21. svibnja 1962., konkretizirali general Anatolij Gribkov i dvojica njegovih pomoćnika. Prema Gribkovljevu planu, glavne snage činilo je pet pukovnija, od kojih su tri raspolagale s projektilima srednjeg dometa R-12 a dvije raketama srednjeg dometa R-14, od čega je svaka lansirna rampa na raspolaganju u prosjeku trebala imati po 1.5 raketu. Kao potpora glavnim snagama, prema planu je trebalo stići i:
-Dvije pukovnije krstarećih raketa FKR-1 koje su raspolagale sa 16 lansirnih stanica i 80 taktičkih nuklearnih bojnih glava.
-Dvije PZO divizije
-Pukovnija lovaca-presretača MiG-21
-Četiri motorizirano-streljačke pukovnije, od kojih je svaka na raspolaganju imala svoju tenkovsku bojnu
-Dvanaest raketnih topovnjača
Prema planu u operaciji je trebalo biti angažirano ukupno 50, 874 ljudi. Plan je zahtijevao angažiranje 85 (uglavnom) teretnih brodova. Dana 4. rujna 1962., dio sovjetskog brodovlja koji je išao ispred glavnih snaga (bila je riječ o brodovima koji su prevozili PZO projektile i nekoliko raketnih topovnjača), uočili su američki izviđački zrakoplovi. Informacija je došla do predsjednika Kennedija koji im je izdao upozorenje, nakon čega je Hruščov odobrio dodatna pojačanja u vidu:
-Šest mlaznih bombardera Iljušin Il-28, svaki naoružan s po jednom nuklearnom bombom 407H
-Tri bojne samohotki 2K6 Luna, naoružanih s po 12 nuklearnih bojnih glava 3N14

## Kampanja dezimformiranja
Kako bi se obmanuli analitičari američki obavještajnih službi, tvorci operacije izabrali su kodno ime Anadir, što je bilo ime rijeke, administrativnog okruga i vojne baze na Čukotskom poluotoku, na dalekom istoku Sovjetskog Saveza. Ovakv izbor imena nije dao naslutiti da se radi o operaciji čije se aktivnosti izvode u karipskoj regiji. Također, američkim obavještajnim analitičarima i niže rangiranim ljudima iz sovjetskih službi koji su bili skloni širenju glasina sugerirano je da se radi o kakvoj vojnoj vježbi na dalekom istoku.
U ranoj fazi planiranja operacije, samo je pet časnika iz Sovjetskog glavnog stožera bilo obavješteno o detaljima, zbog čega su oni sami morali odraditi posao koji bi u normalnim okolnostima zahtijevao puno više ljudi i puno više vremena. Svi planovi bili su ručno pisani, kako bi se pristup informacijama uskratio bilo kakvim tajnicima(ama).  Kod logističkih priprema, ljudstvo i tehnika bili su prevoženi željeznicom do četiri luke na sjeveru SSSR-a, te isto toliko luka na Crnom moru. Svim strancima bio je zabranjen pristup lukama a utovar se vršio isključivo noću. Vojno osoblje i mornari koji su trebali ići za Kubu, bili su zatvoreni u vojarnama i bio im je uskraćen svaki kontakt s vanjskim svijetom. Prilikom čekanja polaska, to je osoblje imalo zadatak izgradnje maketa od iverice kako bi se kamufliralo naoružanje koje su brodovi nosili. Preko lansera raketa stavljane su metalne ploče kako bi se spriječila mogućnost otkrivanja infracrvnim zrakama. Na vidljiva mjesta na brodovima namjerno je stavljana poljoprivredna oprema poput traktora. Jednom kad su brodovi isplovili iz luka, svom osoblju koje su brodovi prevozili bio je zabranjen izlazak na palubu, osim u malim grupama i to noću.
Sve zapovjedi vezane uz operaciju, osoblju brodova prenosili su posebni kuriri kako zapadne obavještajne službe prisluškivanjem radio veza ne bi mogle otkriti vitalne informacije. Detalje o operaciji osoblju predao je časnik KGB-a, kojem je bilo povjereno čuvanje kuverte s informacijama. Na svakom brodu su se također nalazile detalje informacije o nekoliko različitih država i tek nakon što je osoblju otkriveno kuda plove, im je naloženo da počnu detaljno proučavati Kubu.
Nakon što su brodovi stigli na Kubu, istovar se vršio u nekoliko luka istovremeno kako bi se stranim službama otežao proces nadzora. Oprema koja nije bila vojnog karaktera se iz brodova istovarivala tijekom dana a ona vojnog karaktera se istovarivala i prevozila do krajnje destinacije isključivo noću. Sovjetskom vojnom osoblju bilo je naloženo da isključivo nose civilnu odjeću a a njihovi vojni položaji bili su smješteni na dijelovima otoka koji su bili uglavnom nenaseljeni. Kako bi doprinijeli kampanji dezimformiranja, Sovjetski mediji započeli su pompoznu kampanju najavljivanja velike poljoprivredne pomoći koju SSSR šalje Kubi.

### Diplomatske mjere dezinformiranja
Kako bi prekrio aktivnosti koje njegova država provodi na Kubi, Hruščov je za vrijeme Operacije Anadir bio u posjetama Sovjetskim republikama središnje Azije. Također, se suzdržavao od davanja bilo kakvih zapaljivih izjava vezanih uz SAD. U rujnu 1962., primjerice, Telegrafska agencija SSSR-a tvrdila je da njihova država Kubi dostavlja isključivo oružja obrambenog karaktera kako bi se odvratila američka agresija. Službeno glasilo Sovjetske komunističke partije, cenzuriralo je djelove Fidel Castrova govora iz kojeg se moglo iščitati da će SSSR uskoro biti u mogućnosti izvršiti udar na SAD s Kube.
Analiza snimaka sovjetskih brodova koji su plovili prema Kubi, a koju su Amerikanci proveli, nije dala za naslutiti da brodovi sadrže ništa osim opreme koja nije vojnog karktera. Nedvosmisleni dokazi o razmještnju sovjetskih projektila na Kubi bili su vidljivi tek kad su projektili već stigli na otok.

## Početak raketne krize
Dana 14. listopada 1962. američki izviđački zrakoplovi U-2, fotografirali su balističke projektile koji su se nalazili na Kubi, a fotografije su dva dana kasnije stigle u kabinet predsjednika Kennedija. Dana 23. listopada, Amerikanci su poslali drugih šest izviđačkih zrakoplova Vought F-8 Crusader da u niskom letu naprave jasnije snimke lansirnih rampi s niže visine. Jutro nakon, predsjednik Kennedy je naredio pomorsku blokadu otoka Kube, čime je otpočela Kubanska raketna kriza.